# Louis Gobet
Louis Gobet (28 ottobre 1908 – 1995) è stato un calciatore svizzero, di ruolo difensore.